# Cela (Chaves)
Cela is een plaats (freguesia) in de Portugese gemeente Chaves en telt 228 inwoners (2001).